# Boris Godunow

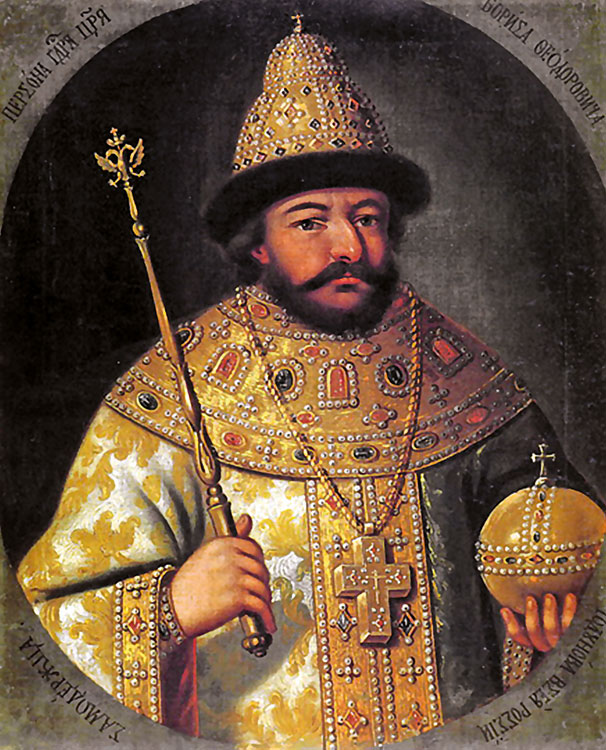
Boris Godunow, anonymer Maler des 17. Jh., aus dem Moskauer Staatlichen historischen Museum

Boris Fjodorowitsch Godunow (russisch Бори́с Фёдорович Годуно́в; * 1552; † 13. Apriljul. / 23. April 1605greg. in Moskau) war ein russischer Bojare, der zwischen 1584 und 1598 als Schwager des religiösen und unpolitischen Zaren Fjodor I. entscheidend die Politik des Landes lenkte. Nach dem Tod Fjodors und dem Aussterben der Rurikiden-Dynastie war Boris Godunow zwischen 1598 und 1605 Zar und Großfürst von Russland.

## Abstammung
Boris Godunow wurde 1552 als Sohn des kleinadligen Gutsherren Fjodor Iwanowitsch Godunow und dessen erster Ehefrau Stepanida Iwanowna (Nachname unbekannt) geboren. Er gehörte dem Adelsgeschlecht Godunow an, der auf den Bojaren Dmitri Serno aus Kostroma zurückgeht. Die Legende über die Abstammung der Godunows vom tatarischen Fürsten (Mursa) Tschet, der angeblich 1329 die Goldene Horde verließ und in den Dienst des Iwan I. Kalita aufgenommen wurde, wird von der modernen russischen Geschichtsforschung abgelehnt.

## Herrschaft
Boris Godunow ergriff am 7. Januar 1598, nachdem Fjodor I. gestorben war, als Usurpator die Macht in Russland und ließ sich nach der Wahl durch den Semski Sobor am 21. Februar zum Zaren ausrufen und am 1. September 1598 krönen. Er war der erste Herrscher nach dem Ende des Hauses von Rurik. Godunow wurde von Moskauer Bojarengeschlechtern scharf angegriffen, die ihn für den Mord an Dmitri Iwanowitsch, dem jüngsten Sohn Iwans IV., verantwortlich machten.
Die Smuta, eine Zeit der Wirren und Unruhen, begann mit der Regierungszeit Godunows. Innenpolitisch stand Boris Godunow vor den Problemen der wirtschaftlichen Zerrüttung des Landes und der bäuerlichen Massenflucht, der er durch zeitweilige Aussetzung des Abzugsrechts Einhalt zu gebieten versuchte. Seine 1589 vorgenommene Erhebung der russischen Metropolie zum Patriarchat erhöhte nicht nur das Ansehen der Kirche, sondern auch das des Staates und wurde für die kulturelle und politische Unabhängigkeit des Landes bedeutsam. In seiner Außenpolitik bemühte er sich um die Bildung einer großen Koalition gegen die Türken.
Unter seiner Herrschaft lebte der Außenhandel vor allem über Archangelsk und die Wolga auf. 1601 kam es allerdings zu einer tiefen sozialen und politischen Krise, die mit einer großen Hungersnot einherging. Zu dieser Zeit tauchte dann auch ein entlaufener Mönch auf, der sich als überlebender Zarewitsch Dmitri ausgab (der falsche Dmitri), den Zarenthron beanspruchte und mit Unterstützung von Wassili Schuiski schnell ein Heer mobilisieren konnte.
Boris Godunow starb in dieser labilen Situation unerwartet, vermutlich nach einem Schlaganfall, am 23. April 1605. Sein Grab befindet sich auf dem Gelände des Dreifaltigkeitsklosters von Sergijew Possad.

## Godunow in der Kunst
Der Nationaldichter Alexander Puschkin verarbeitete das tragische Leben Boris Godunows in einem gleichnamigen Drama. Modest Mussorgski schrieb nach dessen Motiven die Oper Boris Godunow. Sergej Bondartschuk verfilmte das Drama 1986. Seine Adaption lief im Wettbewerb der Internationalen Filmfestspiele von Cannes 1986. Das Sujet war bereits 1710 in der Oper Boris Goudenow von Johann Mattheson verwendet worden.
Eine weitere prominente literarische Verarbeitung des Lebens von Boris Godunow stammt von Alexei Tolstoi (Dramentrilogie Der Tod Iwans des Schrecklichen, 1866 – Zar Fedor Iwanowitsch, 1868 – Zar Boris, 1870).

## Nachkommen
- Aus der Ehe mit Maria Grigorjewna Skuratowa-Belskaja (gest. 10. Juni 1605):
  - Fjodor Borissowitsch Godunow, 1589–1605
  - Xenia Borissowna Godunowa, 1581–1622 gest. als Nonne Olga